# Ocean Pines
Ocean Pines és una concentració de població designada pel cens dels Estats Units a l'estat de Maryland. Segons el cens del 2000 tenia 10.496 habitants.

## Demografia
Segons el cens del 2000, Ocean Pines tenia 10.496 habitants, 4.604 habitatges, i 3.457 famílies. La densitat de població era de 597,7 habitants per km².
Dels 4.604 habitatges en un 20,8% hi vivien nens de menys de 18 anys, en un 66,6% hi vivien parelles casades, en un 5,8% dones solteres, i en un 24,9% no eren unitats familiars. En el 19,5% dels habitatges hi vivien persones soles el 8,7% de les quals corresponia a persones de 65 anys o més que vivien soles. El nombre mitjà de persones vivint en cada habitatge era de 2,28 i el nombre mitjà de persones que vivien en cada família era de 2,58.
Per edats la població es repartia de la següent manera: un 17,1% tenia menys de 18 anys, un 4,1% entre 18 i 24, un 22,1% entre 25 i 44, un 31% de 45 a 60 i un 25,6% 65 anys o més.
L'edat mediana era de 50 anys. Per cada 100 dones de 18 o més anys hi havia 94,2 homes.
La renda mediana per habitatge era de 49.707 $ i la renda mediana per família de 54.905 $. Els homes tenien una renda mediana de 36.705 $ mentre que les dones 27.793 $. La renda per capita de la població era de 26.144 $. Entorn del 4,5% de les famílies i el 6,2% de la població estaven per davall del llindar de pobresa.

## Poblacions més properes
El següent diagrama mostra les poblacions més properes.